# Kamienica Królewska
Kamienica Królewska est une localité polonaise de la gmina rurale de Sierakowice située dans le  powiat de Kartuzy en voïvodie de Poméranie. Elle se trouve à environ 21 km à l'ouest de Kartuzy et 49 km à l'ouest de la capitale régionale Gdańsk.

## Géographie

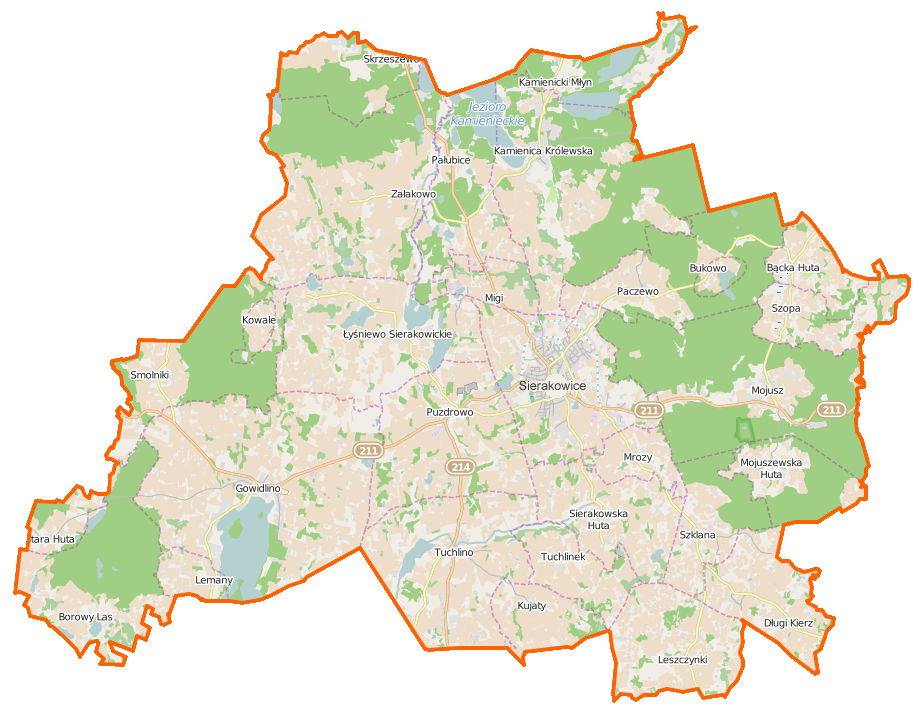
Carte de la gmina de Sierakowice.

## Histoire
De 1818 à 1920, Kaminitza fait partie de l'arrondissement de Karthaus dans le district de Dantzig dans la province de Prusse-Occidentale.